# 石崗列車停放處
石崗列車停放處（英語：Shek Kong Stabling Sidings，依國鐵習慣有時也被稱為「石崗動車運用所」）是廣深港高速鐵路香港段的列車停放處，位於香港新界元朗區石崗橫台山，於2018年9月23日啟用，設有4條室內和8條露天車坑，每條車坑可停泊16卡列車。
列車停放處位於橫台山菜園村原址。2011年1月，受反高鐵運動影響，当地村民為阻止清拆，一度爆發了菜園村事件。
由於廣深港高速鐵路營運中的列車、香港西九龍站的月台都屬於內地口岸區範圍，而石崗列車停放處和香港的隧道段則屬於香港範圍，故此石崗列車停放處設有專門供職員使用的出入境和清關設施。

## 图集

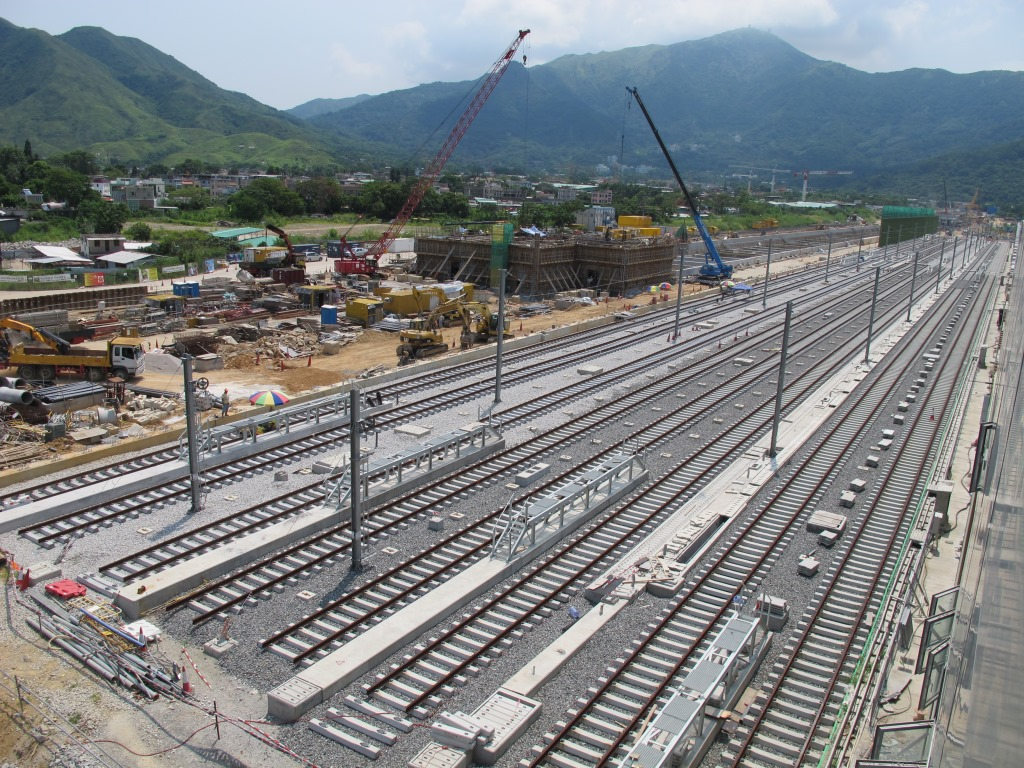
建设中的列車停放處（2014年9月）
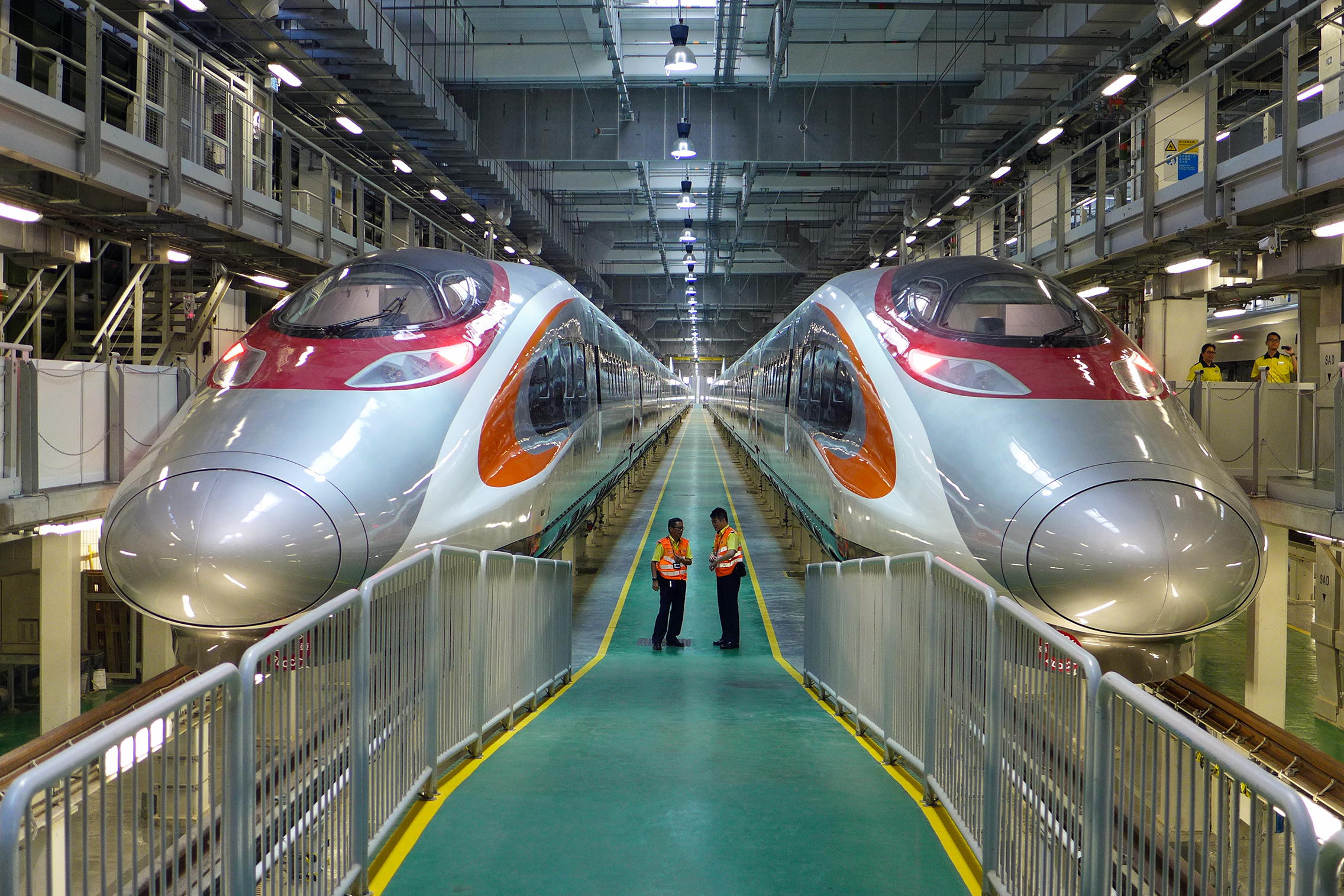
停放在石崗列車停放處的动感号列车